# Граче
Граче, Гратче или Грче (грч. Πτελέα, до 1928. грч. Γκρέντση, до 1949. грч. Φτελιά) је насељено место у општини Нестрам у периферији Западна Македонија, Грчка. Према попису из 2021. године било је 45 становника.
Према бугарском географу и историчару, Василу Канчову, у Грачу је 1900. године живело 195 Словена хришћана. Састоји се од махала Горње и Доње Граче, од 1961. Доње Граче се води као посебно насеље. Македонски историчар Тодор Симовски, 1998. године наводи да је Граче словенско насеље.